# Amnosia decorina
Amnosia decorina är en fjärilsart som beskrevs av Hans Fruhstorfer 1894. Amnosia decorina ingår i släktet Amnosia och familjen praktfjärilar. Inga underarter finns listade i Catalogue of Life.